# Station Turretot - Gonneville
Station Turretot - Gonneville was een spoorwegstation in de Franse gemeente Turretot.
Het stationsgebouw is nu een private woning.